# لودویک محمد زاهد
لودویک محمد زاهد (به فرانسه: Ludovic-Mohamed-Zahed؛ ۱۹۷۷ الجزیره) روحانی همجنس‌خواه مسلمان فرانسوی است که نخستین مسجد ویژه دگرباشان جنسی را در اروپا (پاریس) با هدف ایجاد محیطی مناسب برای همجنس‌خواهان و فمینیست‌های مسلمان بنا کرده‌است.

## زندگی‌نامه
لودویک لطفی محمد زاهد در الجزیره در ۲۹ سپتامبر ۱۹۷۷ به دنیا آمد. زاهد در سن ۱۷ سالگی با علاقه‌مند شدن به مردی که به او قرآن می‌آموخت، پی به همجنس‌خواه بودن خود برد.
زاهد در سال ۱۹۹۵ همراه با خانواده به فرانسه مهاجرت کرد و در شهر مارسی ساکن شد. در آنجا بود که نخستین تجربه سکس با مردی که عضو جبهه ملی (فرانسه) بود، را بدست آورد. وی نخستین مرد مسلمان فرانسوی است که با یک همجنس خود ازدواج کرده ‌است و همچنین نخستین فرانسوی و اروپایی است که توانسته پیوندی بین اسلام و همجنس‌خواهی ایجاد کند. او تاکنون ده‌ها زوج همجنس‌خواه مسلمان را در سرتاسر جهان از جمله یک زوج همجنس‌خواه زن مسلمان ایرانی را در سوئد، به عقد شرعی درآورده است.

## تحصیلات
وی مدرک دکترای علوم اجتماعی خود را با عنوان «همجنسگرایی و اسلام» در سال ۲۰۱۰ از مدرسه عالی مطالعات علوم اجتماعی بدست آورده است. زاهد همچنین تألیفات گوناگونی دربارهٔ اسلام، فمینیسم و همجنس‌خواهی منتشر کرده‌است؛ و مقاله خود را دربارهٔ «دگرباشان مسلمان در مواجهه با تاریک اندیشی و ناسیونالیسم غیر همجنس‌خواهی» برای تز دکترای خود در رشته روانشناسی منتشر کرده‌است. وی همچنین به پنج زبان انگلیسی، عربی، فرانسوی، اسپانیایی و روسی مسلط است.

## اظهارات
محمد لودویک زاهد معتقد است همجنس‌خواهی در اسلام ممنوع اعلام نشده‌ است. به گفته او «اگر محمد، پیامبر اسلام زنده بود، زوجهای همجنس‌خواه را به عقد یکدیگر درمی‌آورد.»

## کتابها و مقالات منتشر شده
- Révoltes extraordinaires: un enfant du sida autour du monde, L’Harmattan, 2011, 208 p. (ISBN 978-2-296-56608-8)
- Les minorités sexuelles à l’avant-garde des mutations du rapport à l’islam de France: aspects cognitifs, représentations identitaires et sociales (thèse de doctorat), EHESS, 2012
- Le Coran et la chair, Max Milo, 2012 (ISBN 978-2-315-00348-8)
- Queer Muslim Marriage: Struggle of a gay couple's true life story towards Inclusivity & Tawheed within Islam (2013), CALEM
- LGBT Musulman-es: du Placard aux Lumières, face aux obscurantismes et aux homo-nationalismes (2016), Des Ailes sur un Tracteur